# Bernard Bernier
Bernard Bernier est un anthropologue canadien spécialiste du Japon. Ses spécialités sont l'économie politique du Japon, les théories du changement social, le nationalisme, les inégalités sociales et la philosophie de Watsuji Tetsuro. Une partie du travail de Bernier a pour but de briser certains préjugés à l'égard du Japon, dont le stéréotype selon lequel la société japonaise est complètement harmonieuse et homogène. 

## Carrière
Né au Québec, Bernard Bernier étudie à l'université Laval de 1962 à 1964 et obtient sa maîtrise à l'université de la Colombie-Britannique en 1964-1965. Il obtient le Bobbs-Merrill Award in Anthropology en 1966[réf. nécessaire]. Il a ensuite terminé son doctorat en anthropologie à l'université Cornell, sous la supervision de Robert J. Smith. Sa thèse doctorale porte sur la religion populaire dans un village japonais.
Depuis 1970, il est professeur à l'université de Montréal. Il y est membre du Centre d'études asiatiques (Cétase) et du département d'anthropologie.
De 1983 à 1984, il est directeur d’études associé à l'École des hautes études en sciences sociales (EHESS) à Paris[réf. nécessaire].
Il est membre du comité de rédaction de la revue Anthropologie et sociétés de 1997 à 2000[réf. nécessaire].

## Travaux
Bernard Bernier est spécialisé dans l'étude de l'anthropologie du Japon, qu'il arbore sous différents angles, dont l'économie, la politique, l'histoire et la culture. Ses publications portent notamment sur le capitalisme et le travail au Japon.
Ses premiers travaux dans le cadre de son doctorat portent sur les rituels et pratiques religieuses dans le quotidien d'un petit village de pêcheurs de la préfecture de Mie, où il réalise une étude sur le terrain d'une année pour observer et interroger les villageois. Bernier tire de sa thèse une monographie, Breaking the Cosmic Circle: Religion in a Japanese Village, éditée en 1975 par l'université Cornell.
Il oriente ensuite ses recherches sur la modernisation du Japon sous l'ère Meiji, notamment en étudiant la révolution industrielle et les bouleversements qu'elle occasionne dans la société japonaise, ainsi que l'émergence du capitalisme et de la classe ouvrière dans une société jusqu'alors largement féodale. Il s'intéresse aux facteurs économiques, sociaux et culturels qui ont permis cette transition au capitalisme, ainsi que les conséquences pour la société et les ouvriers. Il résume ses recherches sur le sujet, qui relève de la socio-anthopologie, dans un monographie parue en 1988, Capitalisme, société et culture au Japon.

## Ouvrages
- Breaking the Cosmic Circle: Religion in a Japanese Village (China-Japan Program, université Cornell, 1975)[12]
- Capitalisme, Société et Culture au Japon (PUM & POF, 1988)[11]
- Le Japon contemporain: Une économie nationale, une économie morale (PUM, 1995)[13]
- Le Japon en transition (Varia, 2007, avec Vincent Mirza)[14]
- Le Japon au travail (PUM, 2009, avec Vincent Mirza)[15]

## Prix et distinctions
- 1989 - Prix littéraire Canada-Japon, du Conseil des arts du Canada pour son livre Capitalisme, Société et Culture au Japon[16]
- 2010 - Prix Acfas Marcel-Vincent de l'Association francophone pour le savoir[5]
- 2010 - Finaliste du Prix Raymond-Klibansky de la Fédération des sciences humaines du Canada pour son livre Le Japon au travail[17]